# Highlanders
Die Highlanders (früher Otago Highlanders genannt) sind eine Rugby-Union-Mannschaft aus der neuseeländischen Stadt Dunedin. Die Mannschaft spielt in der internationalen Super-Rugby-Liga. Sie repräsentiert die Regionalverbände Otagu RFU, North Otago RFU und Southland Rugby. Das Einzugsgebiet der Franchise umfasst somit den südlichen Teil der Südinsel. Die Heimspiele werden seit der Saison 2011 im Forsyth Barr Stadium, Neuseelands größter Indoor-Arena, ausgetragen. Mannschaftsfarben sind Königsblau, Kastanienbraun und Gold.
Der Name der Mannschaft wurde gewählt, weil sich in den Regionen Otago, North Otago und Southland, aus der sich die Fans rekrutieren, im 19. Jahrhundert überwiegend Schotten niederließen. Der Begriff „Highlander“ soll Loyalität, Stärke, Ehrlichkeit und harte Arbeit symbolisieren. Auf dem Mannschaftslogo ist ein ausgelassener Bewohner der schottischen Highlands abgebildet, mit Schild in der einen und einem Claymore in der anderen Hand. Damit soll die Gleichwertigkeit von Verteidigung und Angriff verdeutlicht werden.
Die Mannschaft spielt hauptsächlich in Dunedin. Ein Heimspiel je Saison wird jedoch in Invercargill im Rugby Park Stadium ausgetragen, seit 2007 auch eines im Queenstown Events Centre in Queenstown.
Im Jahr 2015 gewannen die Highlanders erstmals das Super Rugby Turnier.

## Spieler und Trainer

### Aktueller Kader
Der Kader für die Saison 2020:

### Rekorde

#### Meiste Punkte
|     | Name          | Punkte |
| --- | ------------- | ------ |
| 1.  | Tony Brown    | 942    |
| 2.  | Lima Sopoaga  | 806    |
| 3.  | Jeff Wilson   | 222    |
| 4.  | Ben Blair     | 214    |
| 5.  | Simon Culhane | 212    |
| 6.  | Willie Walker | 203    |
| 7.  | Colin Slade   | 182    |
| 8.  | Nick Evans    | 170    |
| 9.  | Israel Dagg   | 133    |
| 10. | Mike Delany   | 105    |
| 10. | Ben Smith     | 105    |
| 10. | Adam Thomson  | 105    |

#### Meiste Versuche
|    | Name            | Versuche |
| -- | --------------- | -------- |
| 1. | Jeff Wilson     | 35       |
| 2. | Adam Thomson    | 21       |
| 3. | Romi Ropati     | 19       |
| 4. | Ben Smith       | 18       |
| 5. | Byron Kelleher  | 16       |
| 5. | Aisea Tuilevu   | 16       |
| 7. | Isitolo Maka    | 14       |
| 8. | Hosea Gear      | 13       |
| 8. | Brian Lima      | 13       |
| 8. | Fet’u Vainikolo | 13       |

### All Blacks
Folgende Spieler wurden in ihrer Zeit bei den Highlanders für die All Blacks berufen.
- Pita Alatini
- Tony Brown
- Liam Coltman
- Matthew Cooper
- Jimmy Cowan
- Simon Culhane
- Israel Dagg
- Clark Dermody
- Elliot Dixon
- Tom Donnelly
- Tamati Ellison
- Nick Evans
- Malaki Fekitoa
- Hosea Gear
- Sam Harding
- Carl Hayman
- Jarrod Hoeata
- Carl Hoeft
- Andrew Hore
- Dillon Hunt
- Byron Kelleher
- Josh Kronfeld
- Isitolo Maka
- Simon Maling
- Joe McDonnell
- Jamie Mackintosh
- Kees Meeuws
- Waisake Naholo
- Craig Newby
- Ma′a Nonu
- Anton Oliver
- Taine Randell
- James Ryan
- Colin Slade
- Aaron Smith
- Ben Smith
- Lima Sopoaga
- Paul Steinmetz
- Liam Squire
- Adam Thomson
- Luke Whitelock
- Tom Willis
- Jeff Wilson

### Nationalspieler
Folgende Spieler der Highlanders wurden für andere Nationalmannschaften berufen.
| - Halani Aulika - Matías Díaz - Siua Halanukonuka - John Hardie - James Haskell - Jayden Hayward - Zane Kapeli - Johnny Leota - John Leslie - Nasi Manu - Seilala Mapusua - Lucky Mulipola - Anthony Perenise - Sale Piutau | - Seru Rabeni - Romi Ropati - Mahonri Schwalger - Stephen Setephano - Pelu Taele - Fumiaki Tanaka - Kane Thompson - Hale T-Pole - Aisea Tuilevu - Josh Tuineau - To’o Vaega - Fetuʻu Vainikolo - Telusa Veainu - Paul Williams |

### Ehemalige Trainer
- Gordon Hunter (1996)
- Glen Ross (1997)
- Tony Gilbert (1998–1999)
- Peter Sloane (2000–2001)
- Laurie Mains (2002–2003)
- Greg Cooper (2003–2007)
- Glenn Moore (2008–2010)
- Jamie Joseph (2011–2016)
- Tony Brown (2017–2018)

## Platzierungen

### Super 12
| Jahr | Spiele | Siege | Unent. | Ndlg. | Spiel- punkte | Diff. | Bonus- punkte | Tabellen- punkte | Platz | Playoffs                            |
| ---- | ------ | ----- | ------ | ----- | ------------- | ----- | ------------- | ---------------- | ----- | ----------------------------------- |
| 1996 | 11     | 5     | 0      | 6     | 329:391       | −62   | 6             | 26               | 8.    |                                     |
| 1997 | 11     | 3     | 0      | 8     | 299:409       | −110  | 5             | 17               | 12.   |                                     |
| 1998 | 11     | 7     | 0      | 4     | 343:279       | +64   | 6             | 34               | 4.    | Halbfinalniederlage gegen Blues     |
| 1999 | 11     | 8     | 0      | 3     | 280:203       | +77   | 3             | 35               | 3.    | Finalniederlage gegen Crusaders     |
| 2000 | 11     | 6     | 0      | 5     | 320:280       | +40   | 8             | 32               | 4.    | Halbfinalniederlage gegen Crusaders |
| 2001 | 11     | 6     | 0      | 5     | 284:295       | −11   | 5             | 29               | 5.    |                                     |
| 2002 | 11     | 8     | 0      | 3     | 329:207       | +122  | 6             | 38               | 4.    | Halbfinalniederlage gegen Crusaders |
| 2003 | 11     | 6     | 0      | 5     | 287:246       | +41   | 5             | 29               | 7.    |                                     |
| 2004 | 11     | 4     | 1      | 6     | 299:347       | −48   | 8             | 28               | 9.    |                                     |
| 2005 | 11     | 6     | 1      | 4     | 221:214       | +7    | 1             | 27               | 8.    |                                     |

### Super 14
| Jahr | Spiele | Siege | Unent. | Ndlg. | Spiel- punkte | Diff. | Bonus- punkte | Tabellen- punkte | Platz | Playoffs |
| ---- | ------ | ----- | ------ | ----- | ------------- | ----- | ------------- | ---------------- | ----- | -------- |
| 2006 | 13     | 6     | 0      | 7     | 228:276       | −48   | 3             | 27               | 9.    |          |
| 2007 | 13     | 5     | 0      | 8     | 235:301       | −66   | 7             | 27               | 9.    |          |
| 2008 | 13     | 3     | 0      | 10    | 257:338       | −81   | 7             | 19               | 11.   |          |
| 2009 | 13     | 4     | 0      | 9     | 254:269       | −15   | 9             | 25               | 11.   |          |
| 2010 | 13     | 3     | 0      | 10    | 297:397       | −100  | 7             | 19               | 12.   |          |

### Super Rugby
| Jahr | Spiele | Siege | Unent. | Ndlg. | Spiel- punkte | Diff. | Bonus- punkte | Tabellen- punkte | Platz | Playoffs                                   |
| ---- | ------ | ----- | ------ | ----- | ------------- | ----- | ------------- | ---------------- | ----- | ------------------------------------------ |
| 2011 | 16     | 8     | 0      | 8     | 296:343       | −47   | 5             | 45               | 8.    |                                            |
| 2012 | 16     | 9     | 0      | 7     | 359:385       | −26   | 6             | 50               | 9.    |                                            |
| 2013 | 16     | 3     | 0      | 13    | 374:496       | −122  | 9             | 29               | 14.   |                                            |
| 2014 | 16     | 8     | 0      | 8     | 401:442       | −41   | 10            | 42               | 6.    | Viertelfinalniederlage gegen die Sharks    |
| 2015 | 16     | 11    | 0      | 5     | 450:333       | +117  | 9             | 53               | 4.    | Meister                                    |
| 2016 | 15     | 11    | 0      | 4     | 422:273       | +149  | 8             | 52               | 5.    | Halbfinalniederlage gegen die Lions        |
| 2017 | 15     | 11    | 0      | 4     | 488:308       | +180  | 7             | 51               | 7.    | Viertelfinalniederlage gegen die Crusaders |
| 2018 | 16     | 10    | 0      | 6     | 437:445       | −8    | 4             | 44               | 6.    | Viertelfinalniederlage gegen die Waratahs  |
| 2019 | 16     | 6     | 3      | 7     | 441:392       | +49   | 6             | 36               | 8.    | Viertelfinalniederlage gegen die Crusaders |